# Limbobotys foochowensis
Limbobotys foochowensis là một loài bướm đêm trong họ Crambidae.